# Ингул (шхуна)
«Ингул» — парусно-винтовая шхуна, затем транспорт Черноморского флота Российской империи, база бронекатеров Вооружённых сил Юга России и гидрографическое судно РККФ. Во время службы по большей части использовалась для обслуживания маяков, гидрографических работ и в качестве брандвахтенного судна. В течение службы в императорском флоте на судне трижды был заменён паровой котёл, а в 1909 году оно потерпело крушение, после которого его не планировалось восстанавливать, однако позже оно всё же было вновь введено в состав флота. Судно принимало участие в русско-турецкой войне 1877—1878 годов, Первой Мировой войне и Гражданской войне в России.

## Описание судна
Парусно-винтовая шхуна одноимённого типа с железным корпусом. Водоизмещение шхуны по сведениям из различных источников составляло от 745 до 750 тонн, длина судна между перпендикулярами — от 53,2 до 54,86 метра, ширина — от 6,1 до 8,06 метра, осадка носом 3,62 метра, а осадка кормой 3,85 метра. На шхуне была установлена одна вертикальная двухцилиндровая паровая машина двойного расширения мощностью 90 номинальных лошадиных сил или 400—469 индикаторных лошадиных сил и один цилиндрический котёл, в качестве движителя помимо парусов использовался один гребной винт. Все первоначально установленные механизмы были изготовлены компанией Wm. Crichton & Co, во время тимберовки в 1881 году паровой котёл был заменён на котёл российского производства, изготовленный в Николаевском адмиралтействе. Максимальная скорость судна могла достигать 9 узлов. Экипаж судна в разное время мог состоять от 59 до 65 человек, из которых 6 — офицерский состав.
По состоянию на 1877 год вооружение состояло из двух 4-фунтовых пушек образца 1867 года, с 1880 по 1882 год — из двух 4-фунтовых пушек образца 1867 года и двух картечниц Гатлинга, с 1901 года — из двух 47-миллиметровых револьверных пушек и двух 37-миллиметровых одноствольных пушек Гочкиса, а с 1914 года — из шести 37-миллимитровых орудий.

## История службы
Строительство шхуны «Ингул» было начато на Камско-Воткинского заводе в 1867 году, в следующем 1868 году шхуна по частям была перевезена в Николаев, где она была собрана на стапеле Николаевского адмиралтейства и спущена на воду 21 мая (2 июня) 1872 года. В 1873 году судно было включено в состав Черноморского флота России, в качестве гидрографического судна и маячной мастерской.

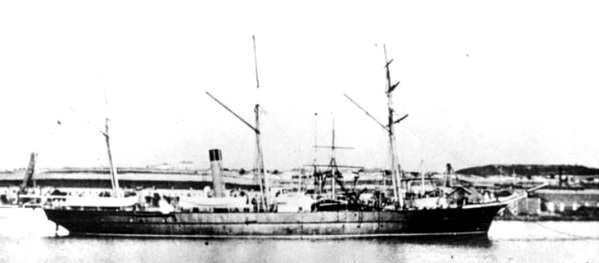
Парусно-винтовая шхуна «Ингул»

В кампанию 1874 года выходила в плавания в Чёрное море, в том числе в крейсерства вдоль его восточных берегов. В кампании 1875 и 1876 годов совершала плавания в том же море и использовалась для обслуживания береговых и плавучих маяков.
Принимала участие в русско-турецкой войне 1877—1878 годов, в начале войны шхуна была дополнительно вооружена и передана прибрежной обороне Очакова. В кампанию 1877 года выходила в плавание в Чёрное море и несла брандвахтенную службу в Севастополе. В кампанию следующего 1878 года также совершала плавания в Чёрном море у его восточного берега.
После войны в 1879 и 1880 годах вновь выходила в плавание к восточным берегам Чёрного моря. В кампанию 1881 года подверглась тимберовке с заменой парового котла на котёл российского производства, изготовленный в Николаеве, после чего находилась в плаваниях в том же море.
В кампании с 1882 по 1885 год выходила в плавания в Чёрное море. В 1886 году совершала плавания между черноморскими портами, а в 1887 году помимо Чёрного моря также заходила в Азовское.
В кампании с 1889 по 1891 год также ходила по Чёрному морю. При этом в 1891 году командир шхуны был награждён орденом Святой Анны II степени.
1 (13) февраля 1892 года шхуна была переклассифицирована в транспорт, в кампанию того же года транспорт совершал плавания в Чёрном море. 6 (18) декабря 1893 года командир транспорта был награждён орденом Святой Анны II степени.
В кампанию 1895 года на транспорте в Николаевском адмиралтействе была выполнена замена парового котла, после чего он вышел в плавание в Чёрное море. В кампании 1897 и 1898 годов транспорт также находился в плаваниях в Чёрном море. В 1906 году на судне вновь был заменён паровой котёл в Николаеве.
30 мая (12 июня) 1909 года во время плавания у Туапсе «Ингул» попал в шторм и был выброшен на мель, в начале июля того же года снят с мели и отбуксирован в Севастополь, однако в связи с нецелесообразностью восстановления 17 (30) декабря там же был сдан к порту, а 18 (31) марта 1910 года — исключён из списков судов флота и использовался в качестве брандвахты в Керчь-Еникальском канале.
Во время Первой мировой войны транспорт был отремонтирован, вооружён шестью 37-миллимитровыми орудиями и возвращён в состав флота.
Принимал участие в Гражданской войне в составе Вооружённых сил Юга России в качестве базы бронекатеров с первоначальным базированием в Туапсе, а позже — в Крыму. 15 ноября 1920 года база бронекатеров находилась в Севастополе, где была захвачена Красной армией. 2 декабря того же год «Ингул» был включён в состав Морских сил Чёрного и Азовского морей в качестве гидрографического судна, а после передан в Убекочерноаз.
10 ноября 1924 года гидрографическое судно «Ингул» было сдано к Севастопольскому порту, а 21 ноября 1925 года исключено из списка судов РККФ и разобрано на металл в Севастополе.

## Командиры судна
Командирами парусно-винтовой шхуны, а затем транспорта «Ингул» в составе Российского императорского флота в разное время служили:
- капитан 2-го ранга Н. А. Шевяков (1874—1875 годы)[29];
- капитан 2-го ранга В. Н. Иванов (1877—1880 годы)[30];
- капитан-лейтенант П. Ф. Саблин (с 22 января (3 февраля) 1882 года)[31];
- капитан 2-го ранга А. В. Невражин (1885 год)[32];
- капитан 2-го ранга П. А. Ефремов (с 10 (22) февраля до 12 (24) декабря 1886 года)[33];
- капитан 2-го ранга Д. М. Краевский (12 (24) марта 1888 года)[34];
- капитан 2-го ранга Н. С. Королёв (1890—1892 годы)[23];
- капитан 2-го ранга М. В. Озеров (с 1 (13) января 1893 года до 1895 года)[35];
- капитан 2-го ранга А. И. Андреев (с 30 января (11 февраля) 1895 года)[36];
- капитан 2-го ранга В. И. Радецкий (1896—1897 годы)[37];
- капитан 2-го ранга К. В. Бергель (1897—1898 годы)[38];
- капитан 2-го ранга В. А. Мореншильд (1899 год)[39];
- капитан 2-го ранга Д. Д. Петров 4-й (1899—1901 годы)[40];
- капитан 2-го ранга А. П. Барановский (до 6 (19) декабря 1901 года)[41];
- капитан 2-го ранга В. К. Ревелиотти (c 6 (19) декабря 1901 года)[42].